# Tuning modeli
Tuning modeli (ang. model tuning) – odmiana modelarstwa samochodowego, w którym tuninguje się samochody, w tym przypadku modele. Do przerabiania modeli wykorzystuje się szereg szpachli, lakierów i inne chemikaliów. Modele są przerabiane od zawieszenia po wnętrze. Stosowane są felgi, opony, spoilery, wydechy i inne elementy pojazdów. Większość elementów w tym body-kity wykonuje się własnoręcznie. Wykonuje się również repliki prawdziwych tuningowanych aut. Elementy tuningowe do modeli np. felgi są trudno dostępne w Polsce. W sumie spotyka się je prawie wyłącznie na aukcjach. Można też tuningowaċ auta za pomocą istniejących BodyKitów i spojlerów, lecz są one coraz trudniej dostępne.